# Theretra alecto
Theretra alecto is een vlinder uit de familie van de pijlstaarten (Sphingidae).
De soort komt voor in het Oriëntaals gebied en warme delen van het Palearctisch gebied. In Europa beperkt de verspreiding zich tot het uiterste Zuidoosten.
De vlinder heeft een spanwijdte van 80 tot 100 mm. De voorvleugel is bruin met lichtere delen. Over de vleugel lopen twee donkerder dwarslijnen. In de apex is een zwart streepje te herkennen, midden op de vleugel een zwarte stip. De achtervleugel is zwart aan de basis, en verder voornamelijk roodachtig.
De soort gebruikt Vitis en Parthenocissus als waardplanten.
De rups wordt 90 tot 110 mm lang, en heeft aan de kop twee opvallende oogvlekken, de voorste van twee rijen van minder duidelijke vlekken die overgaan in een lichtgekleurde lijn. De basiskleur van de rups is groen, roodbruin of grijsbruin.

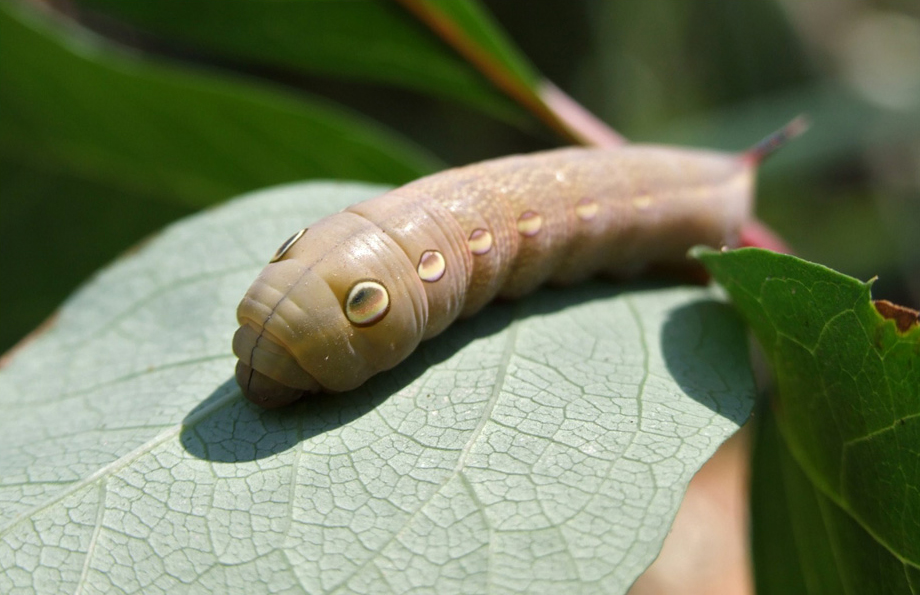
Rups
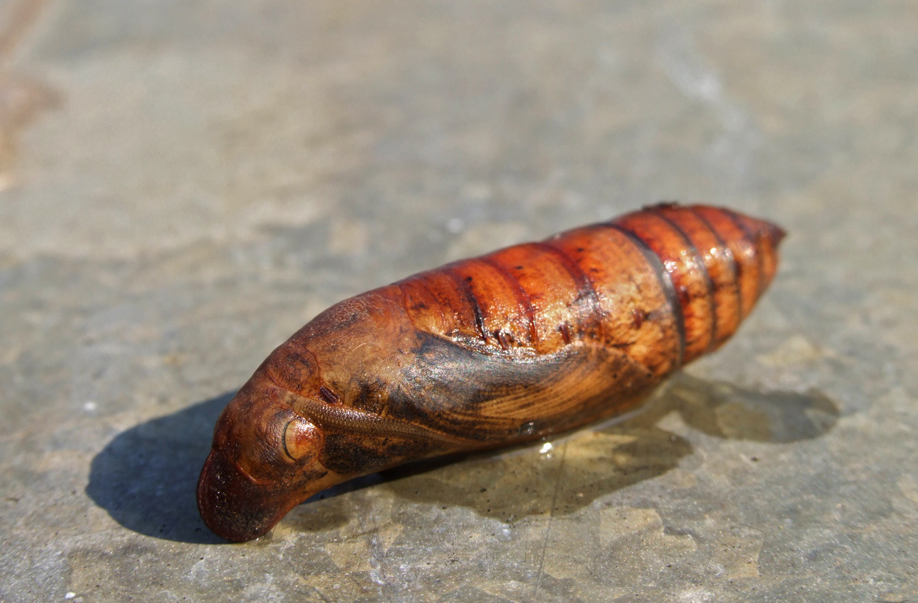
Pop